# UNU-OP

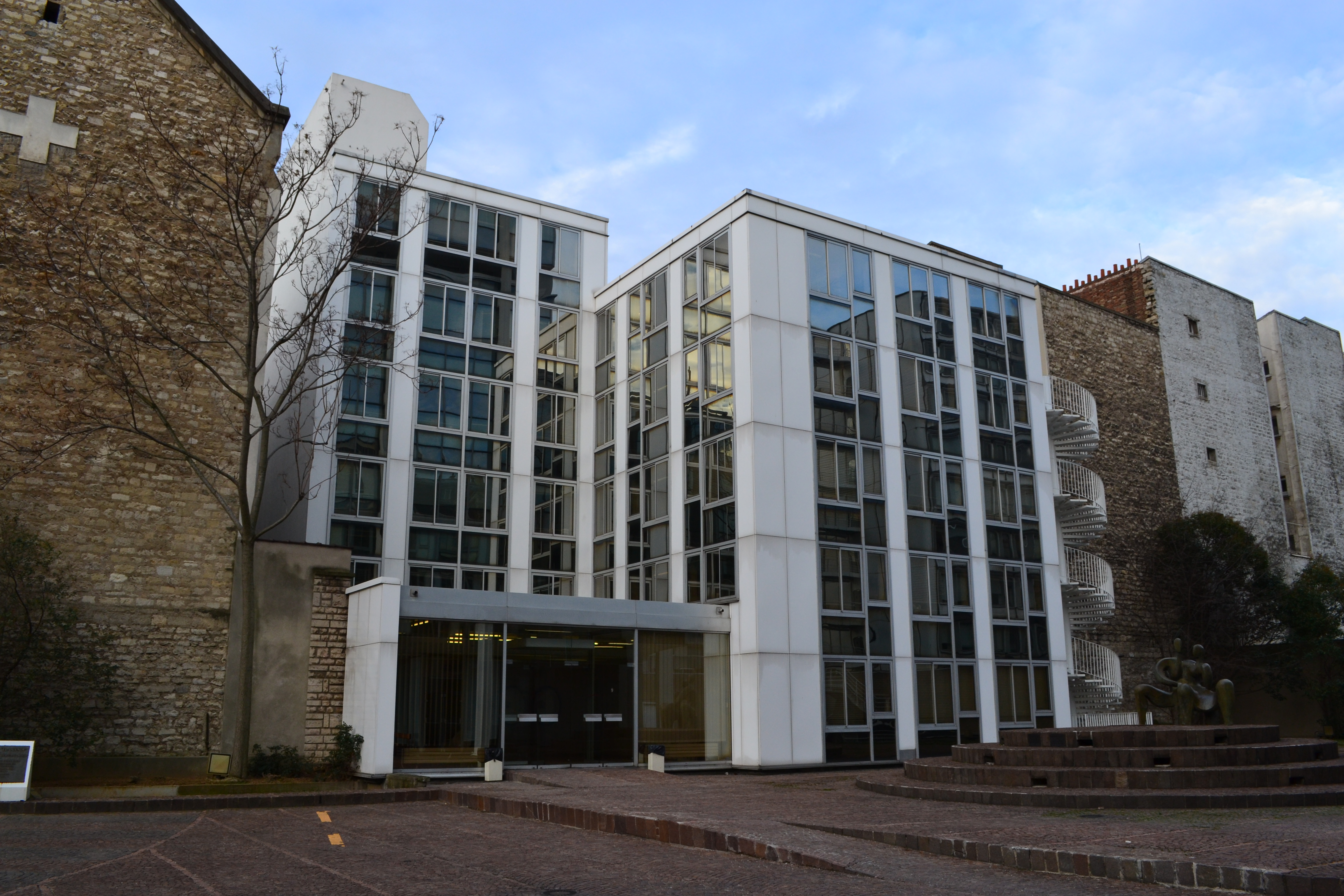
L'Ufficio di UNU all'UNESCO

L'Ufficio dell'Università delle Nazioni Unite all'UNESCO serve da interfaccia tra l'Università delle Nazioni Unite (UNU) e i suoi istituti e l'UNESCO e le sue rappresentanze permanenti. L'Ufficio dell'UNU all'UNESCO sviluppa anche contatti tra l'UNU ed altre organizzazioni internazionali basate a Parigi e con il mondo accademico francese.
A questo fine, l'Ufficio dell'UNU all'UNESCO organizza eventi per presentare le attività dell'Università dell'ONU; rappresenta l'UNU ad incontri e conferenze dell'UNESCO, in particolare alla sessione primaverile del Comitato Esecutivo e della Conferenza Generale e a grandi conferenze internazionali.